# ゴーストライダー
『ゴーストライダー』 (Ghost Rider) は、アメリカ合衆国の出版社マーベルコミックスが刊行しているアメリカン・コミックスに登場するオカルト系スーパーヒーロー、及びそのヒーローが主人公のコミックシリーズのタイトルである。

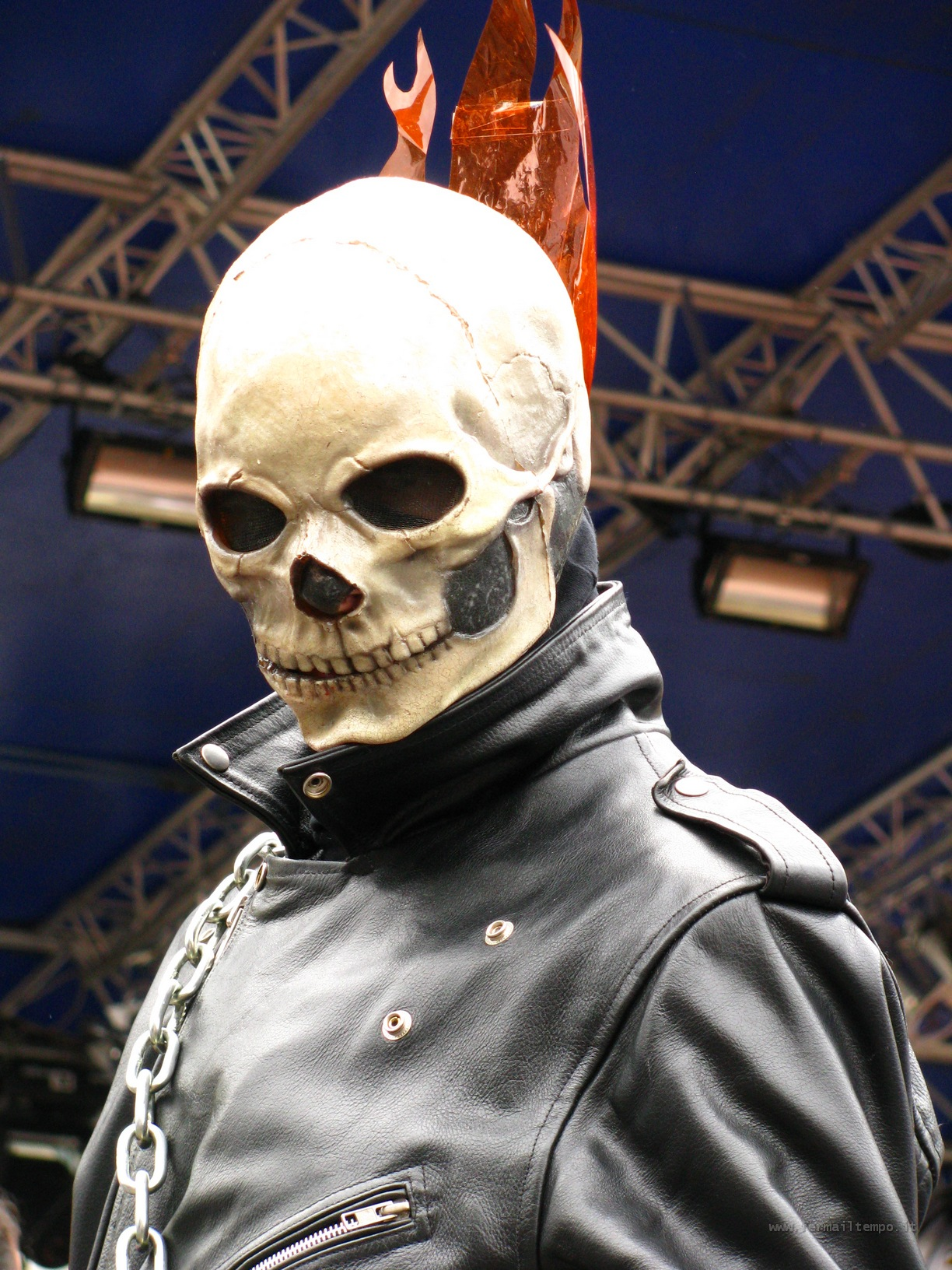

## 概要
ゴーストライダーは、燃え盛る炎に包まれた髑髏の頭部を持つバイク乗り、といった姿をしたアンチヒーローで、「復讐の精霊」 (Spirit of Vengeance) の異名を持つ。普段は宿主である人間の姿をしているが、その力が必要になると変身する。
1972年8月刊行の『Marvel Spotlight #5』で初登場し、1973年よりゴーストライダーを主人公とした単独作品『Ghost Rider』の刊行が開始され、1983年の第81号で完結した。その後、1990年より『Ghost Rider』第2シリーズが開始された。

### 初代
サーカスのバイクスタントマンの青年ジョニー・ブレイズは、悪魔メフィストの呪いによって古代の悪魔ザラソスと一体化したことでゴーストライダーとなる。やがてザラソスはジョニーの体を乗っ取ろうとしていることが発覚し、激しい戦いの末にザラソスを封印して元の人間に戻るまでを描いている。
その後、下記の第2シリーズにおいて新たなゴーストライダーが登場したことを知ったジョニーは、ザラソスが復活したと誤解して2代目ゴーストライダーと戦うが、その戦いの中でゴーストライダーの持つヘルファイアを吸収し、新たな力を得る。そして、ゴーストライダーを助けて戦うサブキャラクターとして活躍することになった。
第2シリーズ中断後の2001年に刊行された第3シリーズ（全6冊のミニシリーズ）においてジョニーが再びゴーストライダーとなっている。

### 2代目
ごく平凡な青年ダニー・ケッチ（後にジョニー・ブレイズの生き別れの弟と判明）は、姉と共にギャング団の抗争に巻き込まれた際、スクラップ置き場にあったバイクの燃料キャップで輝く奇妙な紋章に手を触れ、新たなゴーストライダーに生まれ変わる。こうしてダニーは罪無き者の血が流されたときに現れる「復讐の精霊」として、その復讐を行なう使命を与えられる。
当初はゴーストライダーに変身する力はバイクからもたらされていると思われていたが、バイクの無い状況でも紋章が現れて変身が可能になったことから、ダニー自身がゴーストライダーの力を持つことが判明した。第2シリーズはゴーストライダーの正体の探索が重要なテーマとなっていたが、1998年に刊行の93号でシリーズは終了し、完結編と予告されていた94号は未刊行に終わった。93号では明らかに死んだと思われていたダニーであるが、1999年刊行『Peter Parker: Spider-Man #93』においてゴーストライダーがゲスト出演した際に生きていたことが判明し、分離していたダニーとゴーストライダーは再び合体した。
その後、初代であるジョニーのゴーストライダーが復活して2代目ゴーストライダーの物語は放置されていたが、2007年になって第2シリーズ完結編（94号）となる『Ghost Rider: Finale』が刊行された。

### 能力
銃やナイフといった武器では傷つくことが無く、簡単にトラックを持ち上げられるほどの怪力を持っている。ゴーストライダーの乗るバイク（「ヘルバイク」と呼ばれることが多い）は超自然的な力によって強化されており、高速で走るだけでなく水面上を走ったり、垂直の壁を走行することが可能である。
2代目ゴーストライダー以降は分銅付きチェーンを武器としており、通常の武器として使う以外にチェーンの輪の個々を分離させて多数の敵を攻撃するといった使用法も可能。それ以上に強力な武器としては、目を覗き込んだ相手に自分がかつて犯した罪と他人に与えた苦痛のすべてが降りかかる「ペナンス・ステア（贖罪の目）」という能力を持ち、通常の悪人ならば廃人になりかねない心身のショックを与えることができる。これらの能力は本来は初代ゴーストライダーが使わないはずであったが、2000年代に復活したジョニー版ゴーストライダーも使用している。

## 登場人物

### 主人公とその交友関係
ジョナサン（ジョニー）・ブレイズ（Jonathan "Johnny" Blaze） / 初代ゴーストライダー
第1シリーズの主人公。詳細は上記を参照。
ダニエル（ダニー）・ケッチ（Daniel "Danny" Ketch） / 二代目ゴーストライダー
第2シリーズの主人公。詳細は上記を参照。
ロクサーヌ・シンプソン（Roxanne Simpson）
ジョニーの養父の娘であり、彼の恋人。
カーター・スレイド（Carter Slade） / 先代ゴーストライダー  / ファントムライダー （Phantom Rider）
19世紀のワイルドウェスト系元ゴーストライダー。彼は幽霊のような馬に乗って戦い、フルフェイスのマスク、マント、白いカウボーイハットを備えた蓄光色の白い衣装を着ていた。

### ヴィラン
メフィスト（Mephisto）
地獄の支配者。
ブラックハート（Blackheart）
メフィストがキリストの王冠に秘められた負のエネルギーから生み出した息子。父を倒し、魔王の座に君臨しようと企む。
ザラソス（Zarathos）
ジョニーと一体化した古代の悪魔。

## マーベル・コミックス以前のゴーストライダー
ゴーストライダーという名のキャラクターは、Magazine Enterprisesのコミックスに1949年から登場している。同社の作家レイ・クランクとアーティストのディック・エアーズによって生み出された。馬に跨ったカウボーイスタイルのゴーストライダーを主人公とした西部劇コミックで、後のマーベル・コミックスのシリーズと比較するとホラー要素の強い作品である。しかし、このシリーズはコミックス・コードの導入と共に終焉を迎えることとなった。
後にMagazine Enterprisesの権利が消滅すると、マーベル・コミックスがゴーストライダーの版権を取得。1967年に『Ghost Rider #1』を刊行している。カーター・スレイドを主人公としたこのシリーズは、Magazine Enterprises版と同様に西部劇を意識した作風で描かれているが、コミックス・コードの関係でホラー的な要素は廃止された。1972年にジョニー・ブレイズを主人公としたシリーズが始まるとファントムライダーという名称に改名。以降、マーベルの様々なコミックスでファントムライダーはゴーストライダーとは別のキャラクターとして活躍していくこととなる。

## その他のメディア

### 漫画作品
- 日本語版

1995年に小学館プロダクションより3巻まで刊行。1･2巻は第2シリーズの第1号から第7号を収録。3巻はゴーストライダーがウルヴァリン、パニッシャーと共にブラックハートと戦うクロスオーバーストーリー『Ghost Rider, Wolverine, Punisher: Hearts of Darkness』（1991年）『Ghost Rider, Wolverine, Punisher THE DARK DESIGN』（1994年）を収録している。
また、同じ1995年に同社より発売された『X-メン』の3巻は、1992年に行われたX-メンとゴーストライダーのクロスオーバーストーリーであり、第2シリーズの26号・27号を収録している。

### 映画
『ゴーストライダー』
2007年公開。主演はニコラス・ケイジ。先代ゴーストライダーとして、上記ファントムライダーも登場する。
『ゴーストライダー2』
上記作品の続編。2013年に日本公開。

### ドラマ
マーベル・シネマティック・ユニバースに属する作品
『エージェント・オブ・シールド』シーズン4
ロビー・レイエスが変身する四輪車に乗ったゴーストライダーが登場。複数名存在するらしく、二輪車に乗る別のゴーストライダーも一瞬登場する。ガブリエル・ルナが演じている。
なお、Hulu独占配信タイトルとしてガブリエル主演のドラマ『ゴーストライダー』が製作される予定だったが、製作中止となった。

### ゲーム
MARVEL ULTIMATE ALLIANCE
プレイヤーキャラクターとしてゴーストライダーが登場。
ULTIMATE MARVEL VS. CAPCOM 3
プレイヤーキャラクターとしてゴーストライダーが登場。設定上はジョニーが扮する初代となっているが、技に「ペナンス・ステア」が取り入れられている。
前作でも参戦候補として挙げられていたが、諸般の事情により外されている。
マーベル VS. カプコン:インフィニット
プレイヤーキャラクターの一人として登場。ストーリーにも大きく関わる。
MARVEL Tōkon: Fighting Souls
2026年発売予定。プレイヤーキャラクターの一人として登場。